# Citala
Citala es una localidad del estado mexicano de Jalisco. Es parte del municipio de Teocuitatlán de Corona.

## Toponimia
El nombre «Citala» proviene de los términos en náhuatl: citlalli, estrella; tlan, lugar de abundancia. Su significado es «Lugar donde abundan las estrellas».

## Demografía
| Gráfica de evolución demográfica |
|                                  |

| Censo | Población |
| ----- | --------- |
| 1900  | 969       |
| 1910  | 759       |
| 1921  | 932       |
| 1930  | 958       |
| 1940  | 1 151     |
| 1950  | 1 009     |
| 1960  | 1 635     |
| 1970  | 1 600     |
| 1980  | 1 561     |
| 1990  | 1 728     |
| 2000  | 1 683     |
| 2010  | 1 137     |
| 2020  | 1 093     |